# Fort Pulaski National Monument
Le monument national de Fort Pulaski (anglais : Fort Pulaski National Monument ) est un site protégé situé dans l'État de Géorgie aux États-Unis.
Construite en 1829 pour protéger la ville de Savannah des attaques par la mer, la forteresse porte le nom de Casimir Pulaski, un Polonais qui se rendit célèbre au cours de la guerre d'indépendance. Elle est située sur Cockspur Island à l'embouchure du fleuve Savannah et l'océan Atlantique. Prise par les autorités confédérées de Géorgie dès le début de la guerre de Sécession, en 1861, la forteresse est investie l'année suivante par l'armée de l'Union. De nos jours, le site historique et son musée attirent de nombreux visiteurs. 